# Petoechovo
Petoechovo (Russisch: Петухово) is een stad in de Russische oblast Koergan, gelegen op de Isjimsteppe op 178 kilometer ten zuidoosten van Koergan en tien kilometer van de grens met Kazachstan. De stad ligt aan de oostzijde van de Zuidelijke Oeral (Centrale deel van de Trans-Oeral) in het zuidwestelijke deel van het West-Siberisch Laagland. De stad staat onder jurisdictie van het gelijknamige gemeentelijke district Petoechovski, waarvan het tevens het bestuurlijk centrum vormt. De naam van de plaats is afkomstig van de achternaam Petoechov. De stad ligt aan het West-Siberische deel van de Trans-Siberische spoorlijn (traject van Tsjeljabinsk naar Omsk) en de M51 (onderdeel van de weg van Moskou naar Vladivostok).

## Geschiedenis
Petoechovo werd net als veel andere steden uit de oblast Koergan gesticht in 1892 als een stationsnederzetting bij een spoorwegstation (geopend in 1896) aan de Trans-Siberische spoorlijn. Door de groei werd hier in 1897 de posad (nederzetting) Voznesenski gevormd, waar toen reeds 750 mensen woonden. In 1899 werd het nabijgelegen dorp Joedino (gesticht in 1779) gecombineerd met Voznesenski, waardoor de samenvoeging Joedino-Vosnesenskoje ontstond, die bestuurlijk onderdeel vormde van de volost Petoechovski binnen de oejezd Isjimski van het gouvernement Tobolsk. De plaats, die vanaf toen Joedino werd genoemd, groeide uit tot een belangrijk voorraadcentrum, landbouw- en handelscentrum. Ook ontstond toen een werkplaats voor de reparatie van landbouwvoertuigen. In de jaren 30 werd in Joedino een kolchoz gesticht met een machine- en tractorstation (MTS) en een molen en in 1939 een graansilo. In 1943 kreeg Joedino de status van posjolok en een jaar later, in 1944, de status van stad met de naam Petoechovo.

## Economie
In de plaats bevindt zich een smelterij en werktuigenfabriek, waar spoorwegmaterieel en onderdelen voor spoorlocomotieven en -wagons worden geproduceerd, een melkfabriek en een kippenslachterij. In de regio rond Petoechovo worden rogge, tarwe, haver, gerst, boekweit, gierst, erwten en veevoedergewassen verbouwd en qua veehouderij worden er paarden, varkens en vogels gehouden, met daarnaast bijenhouderijen en pelsdierboerderijen.

## Demografie
| 1959   | 1970   | 1979   | 1989   | 2002   |
| ------ | ------ | ------ | ------ | ------ |
| 12.600 | 12.100 | 11.800 | 14.584 | 12.661 |

Bestuurlijk centrum: Koergan

Dalmatovo · Katajsk · Koertamysj · Makoesjino · Petoechovo · Sjadrinsk · Sjoemicha · Sjtsjoetsje